# Sabrina Salerno
Sabrina Salerno (nascida Sabrina Débora Salerno; Génova, Itália, 15 de março de 1968), mais conhecida pelo nome artístico Sabrina, é uma cantora italiana, apresentadora de televisão, modelo, atriz e produtora musical.

## Biografia
Década de 1980
Após vencer um concurso de beleza em sua região natal, Sabrina iniciou sua carreira como modelo. Em 1985, ela fez sua estreia na televisão no programa italiano Premiatissima, no canal 5. No ano seguinte, seu primeiro single, "Sexy Girl", cantado em inglês, foi lançado. Produzido por Claudio Cecchetto, tornou-se um hit no Top 20 da Itália e da Alemanha.
No final de 1987, ela lançou seu primeiro álbum, Sabrina, inteiramente cantado em inglês. Além de "Sexy Girl", o álbum incluiu vários hits, como "Boys (Summertime Love)", que vendeu mais de 1,5 milhão de cópias em todo o mundo, e "Hot Girl", um sucesso entre os Top 20 em alguns países europeus. Inicialmente, no Reino Unido, a BBC proibiu o vídeo de "Boys (Summertime Love)" até que fosse editado. A razão para a proibição foi que o vídeo mostrava Sabrina dançando em uma piscina vestindo um biquíni, e, enquanto dançava, a parte superior do biquíni caía, revelando seus mamilos.
Em 1988, Sabrina recebeu o prêmio de "Melhor Cantora" europeia durante o evento Festivalbar. Ela fez sucesso com o single "All Of Me (Boy Oh Boy)" (produzido por Stock, Aitken & Waterman). Mais tarde, naquele mesmo ano, seu segundo álbum, Super Sabrina, foi lançado, e ela se estabeleceu como um verdadeiro símbolo sexual europeu, graças aos vídeos atrevidos que acompanharam hits como "My Chico" (#1 na Itália) e "Like a Yo-Yo" (produzido por Giorgio Moroder). Este último se tornou o tema do programa de TV Odiens, um programa italiano muito popular, no qual Sabrina também estrelou.
Devido ao enorme sucesso de seus álbuns e à sua imagem sedutora e carismática, ela estava prestes a conquistar ainda mais espaço na cena musical e televisiva europeia. Sua popularidade crescia exponencialmente, abrindo portas para participações em diversos programas de televisão de grande destaque em vários países do continente. Uma das apresentações mais memoráveis dessa fase foi realizada em 1989, no Estádio Olímpico de Moscou, um dos maiores palcos da então União Soviética. Durante três dias consecutivos, cerca de cinquenta mil fãs se reuniram ansiosos para assistir a um espetáculo inesquecível de Sabrina, que encantou o público com sua energia contagiante, figurinos deslumbrantes e performances marcantes.
Além do sucesso nos palcos, 1989 foi um ano bastante produtivo para ela também no cinema e na música. Sabrina estrelou o filme italiano Fratelli d'Italia, uma produção que conquistou tanto o público quanto a crítica por sua narrativa envolvente e pela sua atuação cativante. Paralelamente, ela lançou um álbum de remixes intitulado Super Sabrina Remix, que trouxe uma nova roupagem para seus hits mais populares, agradando aos fãs que desejavam ouvir suas músicas favoritas sob uma perspectiva diferente. Para completar esse ciclo de lançamentos, Sabrina apresentou seu novo single chamado "Gringo", uma faixa vibrante e cheia de energia que rapidamente conquistou as paradas musicais e consolidou ainda mais sua presença no cenário internacional.
Esse período marcou uma fase de grande ascensão na carreira de Sabrina, consolidando sua imagem como uma artista versátil e inovadora, capaz de transitar com facilidade entre diferentes mídias e estilos musicais. Sua combinação única de talento, charme e determinação fez dela uma das figuras mais influentes da música pop italiana e europeia naqueles anos, deixando um legado que até hoje é lembrado pelos fãs ao redor do mundo.
O que Aconteceu nos Anos 90 com Siamo Donne
Em 1990, Sabrina foi a apresentadora do jornal da manhã com Raffaella Carrà na Rai Due e apareceu no show de música popular Festival Bar com um novo single chamado "Yeah Yeah".

Em 1991, foi marcado por uma mudança na carreira: ela fez um dueto com o cantor italiano Jo Squillo, "Siamo Donne", seu primeiro lançamento no idioma italiano. Eles tocaram juntos em 1991, no Festival de San Remo, com muitos aplausos. Teve um novo álbum de estúdio, Over the Pop, e pela primeira vez, ela foi autorizada a escrever e produzir algumas das canções. Ficou claro que Sabrina amadureceu como artista, e este desejo de independência e de um distanciamento da sua imagem sexy levou a um conflito consigo mesma. Como resultado, a promoção do álbum foi interrompida e só mais um single, "Shadows of the Night", foi lançado. A edição do disco, lançada mais tarde em 1991, agora incluía o single "Siamo Donne". Um novo single, "Cover Model", foi lançado na França e na Itália, com sucesso limitado. Sabrina rompeu com sua gravadora, uma decisão que levou a um impasse de quatro anos em sua carreira. Em 1995, ela foi capaz de voltar ao show business, correspondendo a alguns programas de TV italianos e lançando um selo independente com dois novos singles, "Rockawillie" e "Angel Boy", que foram sucessos na Itália.